# Frente del Sudeste Asiático en la Segunda Guerra Mundial
El Frente del Sudeste Asiático engloba a las múltiples campañas y operaciones militares llevadas a cabo durante la II Guerra Mundial entre Japón y las potencias coloniales del Sudeste Asiático, entre las que destaca el Reino Unido. Fue abierto cuando Japón invadió Tailandia y Malasia desde sus bases en la Indochina francesa. La facilidad con que las fuerzas del Eje se apropiaron de muchas colonias europeas, les mostraría la debilidad de las potencias coloniales abriendo el camino a la independencia de muchas naciones asiáticas.
Las luchas libradas en el sudeste de Asia durante la Segunda Guerra Mundial pueden dividirse en cuatro etapas:
- Ocupación asiática de la Indochina francesa

- Campaña japonesa en el Sudeste de Asia

- Operaciones en el Océano Índico

- Campañas en Birmania e India

Los países que enviaron cantidades importantes de sus ejércitos a este frente fueron: China, Estados Unidos, Gran Bretaña, India, Japón, Tailandia y Vietnam (Vietminh). Tropas de Birmania, Francia (Francia de Vichy), Madagascar, Malasia, Nepal y otros países de la Mancomunidad de Naciones también participaron, si bien sus contribuciones no fueron determinantes. Aunque parte de la lucha se llevó a cabo en Camboya, Laos, Maldivas, Singapur y Sri Lanka, las tropas de estos países no combatieron o su apoyo fue esporádico o incontinuo.

## Ocupación japonesa de Indochina
La agresiva política internacional del Imperio de Japón lo había llevado a buscar nuevos territorios para expandirse. China, sumergida en una guerra civil, había sido el campo de juego de los ejércitos japoneses, aunque los resultados de esta campaña no habían sido muy productivos (véase segunda guerra sino-japonesa). La victoria soviética en la batalla de Khalkhin Gol había empujado al Imperio de Japón a abandonar las aspiraciones del Ejército Guandong en Mongolia y Siberia, y a intentar expandirse en el sur.
Después de la derrota aliada en la batalla de Francia en junio de 1940, las miradas de los líderes japoneses se enfocaron en las desprotegidas colonias francesas y holandesas.
Deseando evitar que lleguen recursos al Kuomintang desde Indochina, Japón presionó al gobierno colonial de Vichy para que permitiera utilizar los aeropuertos del área de Tonkín. Los franceses de Vichy se negaron, pero no pudieron detener la entrada nipona en septiembre de 1940. No obstante, los franceses continuaron administrando el país ya la presencia japonesa se limitó a las zonas al norte del actual Vietnam.
Preocupados por el rápido crecimiento de la zona de influencia japonesa en Asia, los Estados Unidos, el Reino Unido y los Países Bajos impusieron un bloqueo económico a la nación nipona. Además de bloquear la entrada de metal y otras materias primas a Japón, las naciones occidentales bloquearon la entrada de petróleo y prohibieron el paso de navíos japoneses por el Canal de Panamá. De esta manera el comercio exterior japonés cayó en un 79% y el volumen de las importaciones de petróleo cayeron en un 89%. Estando Japón en guerra con China, la escasez de combustible podía debilitar considerablemente su posición recién adquirida de potencia mundial.
Los militares japoneses se decidieron entonces a acabar con las tres potencias que los habían bloqueado. Se planificó un ataque casi simultáneo contra las Indias Orientales Neerlandesas, el Hong Kong británico, la Mancomunidad de Filipinas, Malasia británica, Borneo Septentrional, Colonias del Estrecho (Singapur) y Pearl Harbor en diciembre de 1941 y enero de 1942. De esta manera, Japón entró oficialmente a la Segunda Guerra Mundial, y los conflictos en Europa y Asia pasaron a ser considerados teatros de un gran conflicto global.
Durante este tiempo, los nacionalistas asiáticos vieron la derrota francesa en Europa como un síntoma de debilidad colonial. Los japoneses apoyaron en secreto a estos grupos independentistas, no obstante, dos alzamientos de este tipo en Vietnam en 1940 fueron aplastados por las fuerzas francesas. Sin embargo, en mayo de 1941 nació un movimiento exitoso llamado Viet Minh, encabezado por Nguyen Ai Quoc, más tarde conocido como Hồ Chí Minh.

## Guerra franco-tailandesa
El Imperio del Japón no fue la única nación asiática que se percató de la debilidad colonial en la región. El primer ministro de Tailandia, Plaek Phibunsongkhram, aprovechó la debilidad del gobierno francés de Vichy para reanudar reclamos territoriales al este, con la Indochina Francesa.
En enero de 1941, fuerzas tailandesas entraron a las actuales Laos y Camboya, tomando la primera rápidamente. Aunque las fuerzas terrestres francesas sufrieron derrotas, el Almirante francés Jean Decoux envió sus buques de guerra al Golfo de Tailandia, donde se libró la batalla de Koh Chang. La batalla naval fue ganada por los franceses y el avance tailandés en tierra se estancó. El 28 de enero, Tailandia y el gobierno francés de Indochina firmaron un armisticio, por mediación japonesa, y las hostilidades se suspendieron. El 9 de mayo se firmó un tratado de paz en Tokio, y los tailandeses recibieron los territorios reclamados.
Aunque el pueblo tailandés entendió esta ganancia de territorios como un éxito de su gobierno, no se percataron que el Japón había reemplazado a Francia como la potencia dominante en la región. En efecto, el gobierno nipón le pidió a Plaek Phibunsongkhram la garantía de que los apoyase en la próxima campaña de Malasia.

## Desastre británico en Malasia

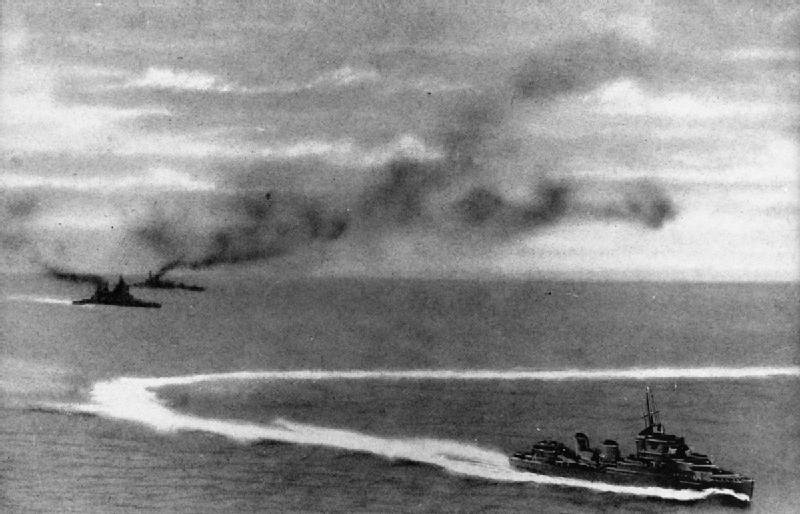
Los acorazados HMS Repulse y HMS Prince of Wales son atacados por bombarderos japoneses.

El 5 de diciembre de 1941, dos días antes del ataque a Pearl Harbor, un convoy japonés, conformado por transportes y buques de escolta y bajo el mando del famoso general Tomoyuki Yamashita, zarpó de Saigón, rumbo al sur de Tailandia. El 8 de diciembre se inició el desembarco al norte de Malasia y varios puntos claves de Tailandia fueron sometidos por los japoneses, incluso en el norte, en Samut Prakan.
La resistencia británica, comandada por el General Arthur Ernest Percival, fue mayor a la esperada, y el desembarco japonés se vio amenazado. No obstante, una vez que los nipones se reorganizaron, las posiciones británicas fueron asaltadas y se capturó el importante aeródromo de Singora. La RAF del Sudeste de Asia fue entonces destruida por los cazas japoneses, ya que los primeros sólo contaban con los antiguos Brewster Buffalo para defenderse, al haber subestimado a la fuerza aérea enemiga.
Con el control del aire, los japoneses consiguieron el control del mar. En efecto, la llamada Fuerza Z británica zarpó el 8 de diciembre para atacar a los buques de guerra que apoyaban el desembarco japonés. En la batalla del golfo de Siam, la Fuerza Z fue atacada por bombarderos japoneses, y los acorazados HMS Repulse y HMS Prince of Wales fueron hundidos. Durante las próximas semanas los británicos cedieron territorio fácilmente en Malasia, y los japoneses avanzaron rápidamente por la península.
El 31 de enero, todas las fuerzas británicas se atrincheraron en Singapur, que se había considerado inexpugnable. Esto era cierto, si se consideraba un ataque naval, pero el asalto terrestre japonés cruzó con facilidad el estrecho de Johore y el General Percival se rindió 15 de febrero, siendo capturados 130.000 soldados británicos, la mayor cantidad de prisioneros de guerra del Reino Unido en su historia.

## Operaciones en el Océano Índico

### Incursión japonesa en el Océano Índico

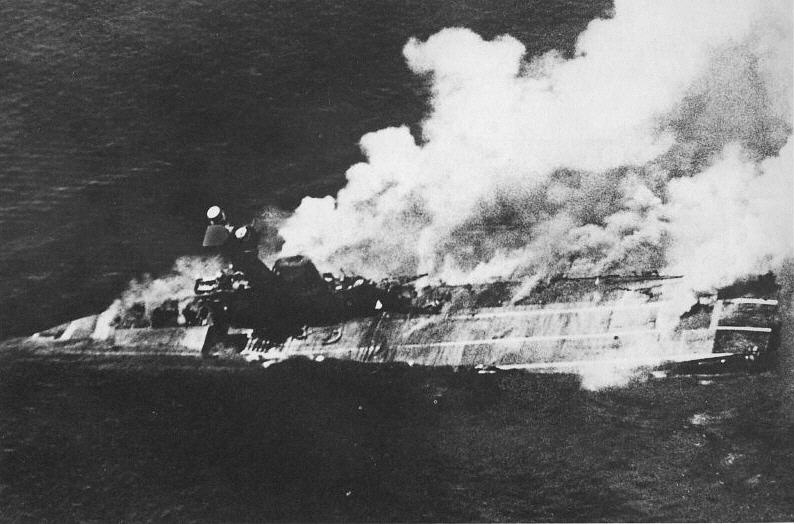
El portaaviones HMS Hermes se hunde cerca de Ceilán el 9 de abril de 1942.

Después de haber destruido la mayor parte de las fuerzas navales aliadas en el Sudeste de Asia, en la batalla del Mar de Java, la flota japonesa, al mando del Almirante Chuichi Nagumo, zarpó el 26 de febrero hacia el océano Índico, con el objetivo de destruir la flota británica en la región, y así asegurar las aguas para la campaña de Birmania.
Mientras que la flota japonesa contaba con 6 portaaviones, 4 acorazados, 7 cruceros, 19 destructores y 5 submarinos; la flota rival, comandada por el Almirante James Sommerville, poseía tres portaaviones, cinco acorazados, 7 cruceros y 15 destructores. A pesar de que el Almirante Sommerville conocía la existencia de una flota japonesa rumbo a Ceilán, el 2 de abril tuvo que retirarse con la mayoría de sus buques a las islas Maldivas, para repostar. El portaaviones HMS Hermes tuvo que enviarse a Trincomalee, Ceilán, para reparación y fue escoltado por dos cruceros pesados y un destructor.
El 5 de abril de 1942, una fuerza de 125 aviones japoneses, comandados por el Capitán Mitsuo Fuchida del portaaviones Akagi, sobrevolaron Ceilán por una hora y media hasta encontrar la base naval británica en Colombo. Después de hundir dos buques de guerra, el escuadrón nipón regresó a sus portaaviones, pero los dos cruceros pesados que escoltaban el HMS Hermes fueron avistados y hundidos al sur de Ceilán.
La flota del Almirante Sommerville arribó a la zona el 6 de abril e intentó alcanzar a la flota japonesa, pero ésta se alejó fácilmente. La flota británica tuvo que regresar al día siguiente a las Maldivas para repostar, y la flota del almirante Nagumo quedó fuera de peligro de nuevo. El 9 de abril, Trincomalee fue atacada por aviones japoneses, y de regreso a sus portaaviones encontraron al HMS Hermes, que fue atacado y hundido, junto con su escolta.
Luego de la derrota británica, quedó claro que tanto la RAF como la Royal Navy habían subestimado el peligro japonés. Aunque esta sería la única incursión japonesa en el Índico, los británicos tuvieron que retirarse a Kenia, donde dejaron de ser una amenaza para Japón durante la mayor parte de la guerra.

### Batalla de Madagascar
Luego de la incursión en el Océano Índico, los británicos se preocuparon que Japón intentara apoderarse de Madagascar, en control de la Francia de Vichy. Algunos submarinos nipones poseían un rango de autonomía de 16.000 km, por lo que podían operar lejos de sus bases en el sudeste de Asia. Se planificó entonces un desembarco anfibio en Madagascar, bajo el nombre de operación Ironclad. Para el desembarco se designaron a los portaaviones HMS Illustrious (R87) y HMS Indomitable (92), junto con otros 40 navíos.
El desembarco, cerca de Diego Suárez, encontró unas defensas francesas débiles, y las tropas de Vichy, en su mayoría áfricanos reclutados, se rindieron tras una breve lucha el 7 de mayo. No obstante, la mayor parte de las tropas enemigas se retiraron al sur.
Tres submarinos japoneses se encontraban en la región y dañaron seriamente al HMS Ramillies. Esta fue la principal acción naval en Madagascar durante la guerra.
La campaña terrestre de Madagascar duró varios meses, pero los Aliados lograron capturar Antananarivo, la capital. Después de la captura de Diego Suárez, solamente murieron 30 soldados aliados. La batalla concluyó el 5 de noviembre, cuando el comandante francés de Vichy se rindió al sur de la isla.

## Campaña de Birmania

### Conquista de Birmania

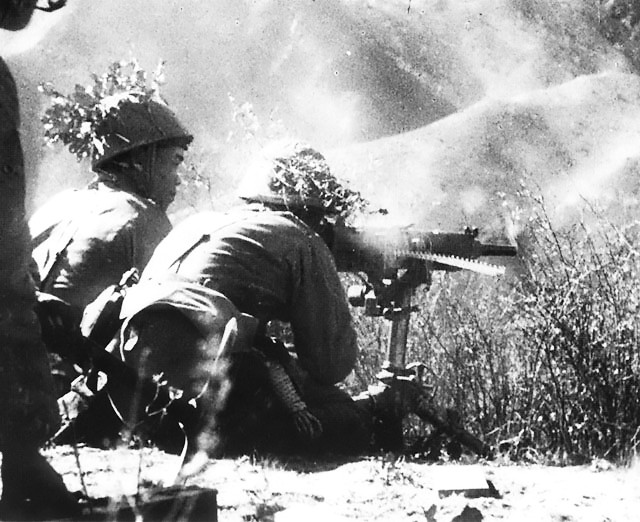
Japoneses disparan en Birmania, cerca de la frontera con China.

Después de haberse comprobado el buen rumbo de las operaciones en Malasia, los japoneses iniciaron el 15 de enero de 1942 el asalto contra Birmania, ocupada por los británicos. Birmania era una fuente segura de petróleo, además, el Ejército Nacional Revolucionario de China obtenía suministros desde la carretera de Birmania. Inicialmente las fuerzas japonesas fueron pequeñas, ya que el objetivo inicial era la captura de aeródromos importantes, de donde se bombardearía Rangún.
El 22 de enero los japoneses lanzaron el ataque principal desde la provincia Tak en Tailandia, y se enfrentaron a la mal entrenada 17.º División India en Moulmein, que se retiró, para formar una línea defensiva detrás del río Sittang. La defensa de esta río fue mal organizada, y aún antes de que el grueso de las tropas británicas cruzaran, los japoneses ya estaban ocupando zonas próximas al único puente existente en la región. El 22 de febrero, se tomó la decisión de volar el puente, sin importar que más de la mitad de la 17.º División India quedara atrapada del otro lado. Eventualmente, la mayoría de estas tropas cruzaron el río nadando o en improvisadas balsas, pero dejaron atrás todo el equipo y armamento.
Debido a la inferioridad numérica y al mal entrenamiento, las tropas británicas no pudieron contener a los japoneses en la línea de Sittang, y el 7 de marzo se evacuó Rangún, no sin antes destruir las instalaciones portuarias y petrolíferas. Aunque muchos soldados británicos fueron evacuados por mar, la mayor parte escapó por tierra, quebrando en el norte el frente enemigo, permitiendo el escape de muchos oficiales, entre los que se encontraba el General Harold Alexander.

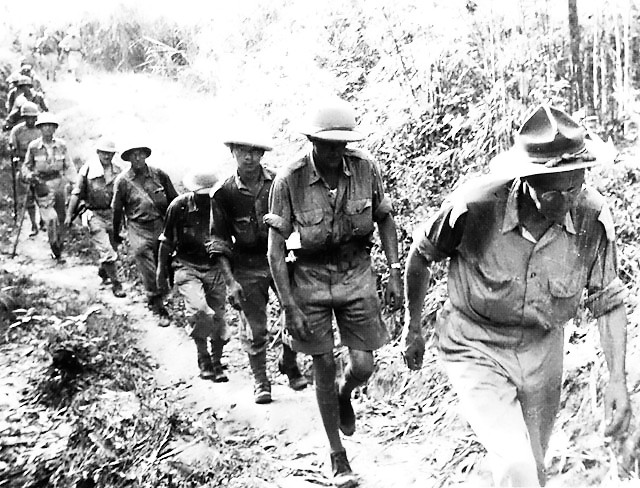
El General Joseph Stilwell abandona Birmania con sus tropas.

Los británicos recibieron refuerzos chinos en su avance por el norte, donde intentaron detener el avance japonés. Su intentó fracasó, ya que la llegada de refuerzos japoneses desde Singapur y la captura de transportes británicos aceleró el avance japonés. Los soldados aliados tuvieron que retirarse penosamente, ya había iniciado la temporada de monzones, a Manipur, India o a Yunnan en China. La conocida carretera de Birmania, que abastecía a los chinos del Kuomintang, fue cortada con la captura de Birmania, y los británicos tuvieron que tender un puente aéreo sobre los Himalayas conocido como "La Joroba".
Luego de la captura de Birmania, las islas Andamán y Nicobar fueron evacuadas por los británicos el 10 de marzo, y el 23 de marzo los japoneses las ocuparon. El 29 de marzo de 1943, las islas fueron gobernadas nominalmente por el general A. D. Loganathan, del Gobierno Provisional de la India libre, liderado por Subhas Chandra Bose.
Siguiendo un acuerdo previo, firmado el 21 de diciembre de 1941, el 10 de mayo de 1942, tropas tailandesas ocuparon la parte norte de la provincia Shan y ayudaron a expulsar a los chinos.

### Operaciones en Birmania

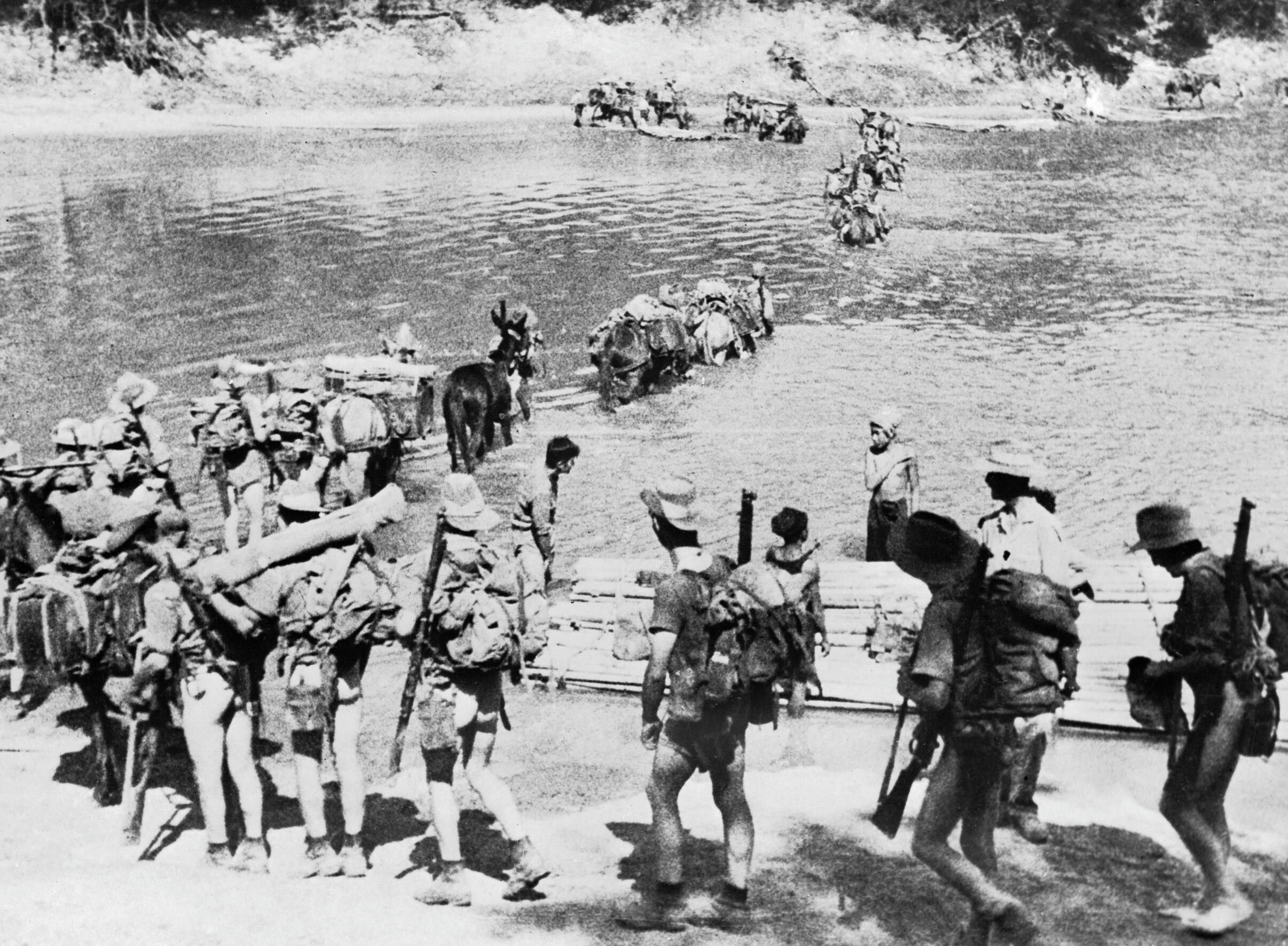
Los Chindits cruzan un río en Birmania en 1943.

Ocupados en el Medio Oriente y en el norte de África, los británicos no intentaron recuperar Birmania hasta inicios de 1944. No obstante, se iniciaron los preparativos para la eventual ofensiva final en la región.
La primera incursión británica se realizó en Arakán entre diciembre de 1942 y abril de 1943. La campaña fue un fracaso, y los japoneses se defendieron muy bien en bunkers y se movilizaron rápidamente por la jungla.

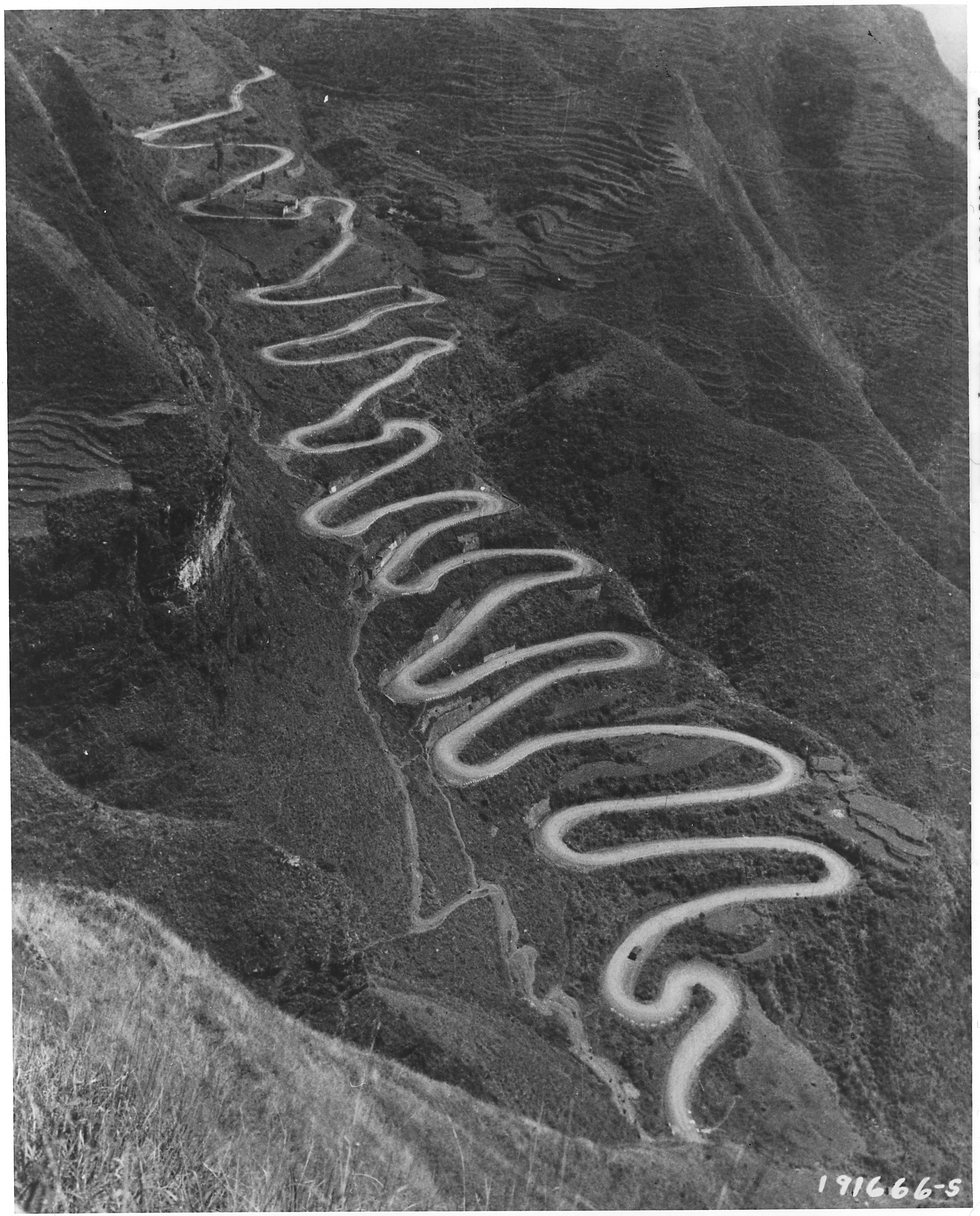
La Carretera de Ledo.

Antes de la derrota en Arakán, el Brigadier Orde Wingate había estado entrenando a la 77.ª Brigada India, más conocida como "los Chindits". Dicha unidad debería internarse profundamente detrás de las líneas enemigas y causarían caos en las líneas de comunicación, siendo abastecidas por aire. Las operaciones de los Chindits, iniciadas en febrero de 1943, arrojaron iniciales éxitos, pero cuando Wingate les ordenó cruzar el río Irawadi, su avance fue detenido. Los chindits tuvieron que retirarse, sufriendo 30% de bajas. Durante la campaña, los Tigres Voladores prestaron apoyo aéreo.
A pesar de que la primera campaña de los Chindits fue un fracaso, su inicial éxito fue utilizado por los Aliados como propaganda. Por esta razón, cuando el General estadounidense Joseph Stilwell empezó a planificar una ofensiva conjunta con el Ejército Nacional Revolucionario de China para ocupar el norte de Birmania, seleccionó a los Chindits, ahora una división, para que cortaran las vías de abastecimiento japonesas.
En un buen ejemplo de guerra en la jungla, las fuerzas chinas de los Generales Sun Li-jen y Wei Lihuang avanzaron contra los japoneses, apoyadas por comandos estadounidenses, mientras que ingenieros y obreros construían la carretera de Ledo detrás de la línea del frente. Para mayo de 1944, los aliados dominaban el norte de Birmania, pero la llegada de la temporada de monzones detuvo la ofensiva.
Mientras tanto, en el sur, en enero de 1944 se inició otra ofensiva en el Arakán, y aunque las bajas en ambos bandos fueron elevadas, los japoneses fueron incapaces de expulsar a los atacantes, que aunque no consiguieron todos los objetivos, ganaron terreno.

### Reconquista Aliada del Sudeste de Asia

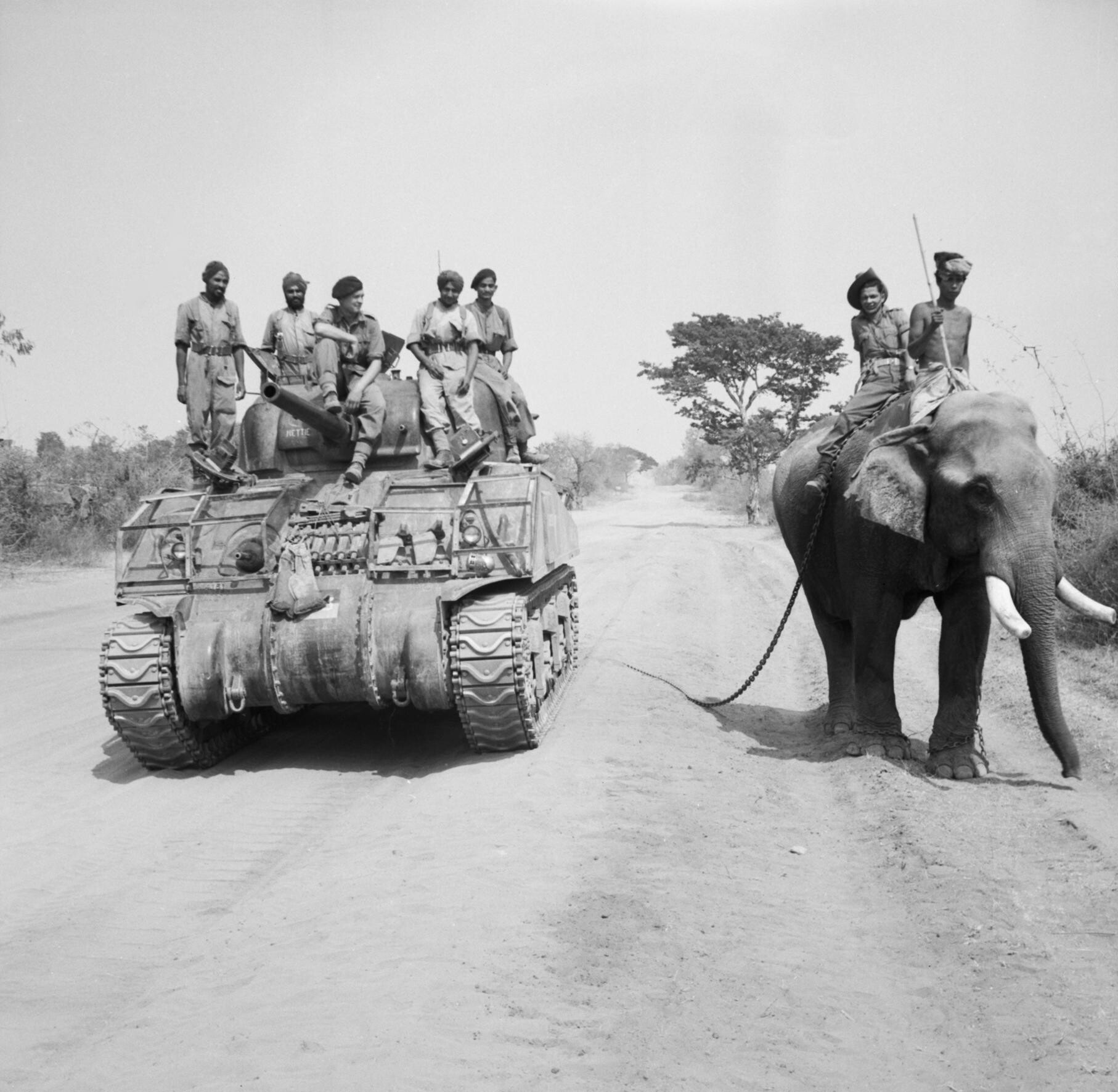
Tripulantes hindúes de un tanque británico cerca de Meiktila.

Decididos a no pasar a la defensiva, los japoneses lanzaron una ofensiva el 8 de marzo de 1944 hacia Kohima, Nagaland e Imfal, Manipur, en la India. Su objetivo era abrir el camino para el Ejército Nacional Indio, que debería intentar levantar al pueblo hindú contra los británicos. El 15.º ejército Japonés, al mando del Teniente General Renya Mutaguchi, llevó a cabo el ataque, y aunque logró aislar a las guarniciones enemigas en las ciudades fronterizas de Kohima e Imfal, no logró tomarlas, ya que fueron abastecidas mediante puentes aéreos. La llegada de refuerzos aliados acabó con los sitios japoneses, y estos tuvieron que batirse en retirada, después de haber sufrido 30 mil muertos. Después de haber recuperado el norte de Birmania, haber debilitado las defensas del centro frente a Imfal, y de haber consolidado sus posiciones en Arakán al sur, los aliados estaban listos para reconquistar toda Birmania.
En efecto, una ofensiva desde el centro y el sur del 14.º ejército del Teniente General William Slim llegó hasta el río Irawadi en enero de 1945, e inmediatamente empezaron a realizarse los cruces, sobrepasando a los defensores japoneses, que fueron engañados por transmisiones radiales falsas. El 20 de marzo, Mandalay fue abandonada por el grueso de las fuerzas del Japón, pero una guarnición nipona se refugió en la ciudadela de Mandalay por una semana. El combate en Mandalay destruyó varios edificios históricos, incluyendo al antiguo Palacio Real, que fue quemado. Derrotados, los defensores japoneses del norte y del centro se empezaron a retirar al este, al estado Shan.

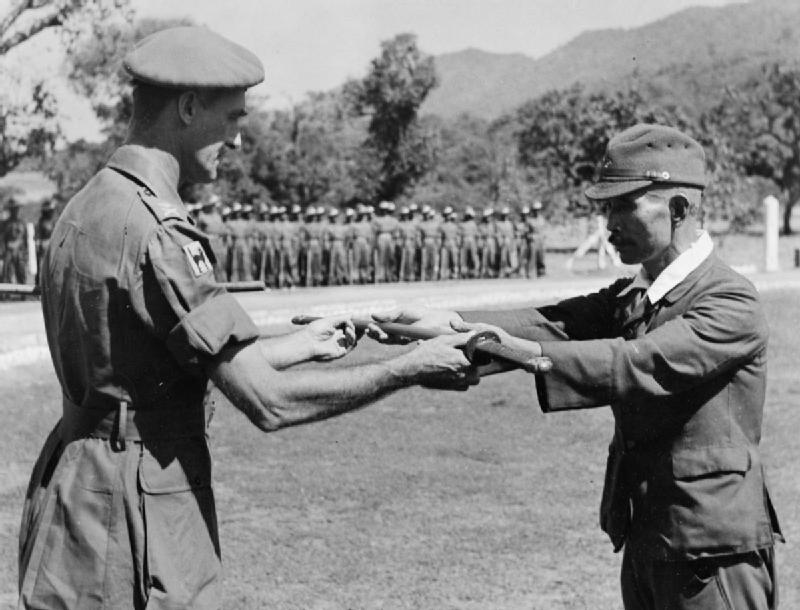
El Teniente General Takehara, comandante de la 49.ª División Japonesa, se rinde ante el Mayor General Crowther, comandante de la 17.ª División India.

Para la primavera de 1945, el Ejército Independiente Birmano, al mando de Aung San, se había rebelado contra los nipones y los últimos enfrentaban una rebelión detrás de sus líneas enemigas. Los generales aliados decidieron apoyar este movimiento, además, se percataron que la llegada de los monzones inundaría las carreteras de abastecimiento de la India, y la necesidad de capturar un puerto (Rangún), se hizo urgente.
La 17.ª División India lideró el ataque hacia Rangún, deteniéndose momentáneamente en Pegu, donde la resistencia japonesa los entretuvo hasta que Rangún fue evacuada el 30 de abril. El 1 de mayo la 26.ª División India realizó un asalto anfibio y aerotransportado a Rangún, llamado Operación Drácula. Dicho asalto sólo sirvió para motivos propagandísticos, ya que los británicos descubrirían que la capital de Birmania ya había sido evacuada. El 6 de mayo, las divisiones indias 17.ª y 26.ª se encontraron a 45 km al norte de Rangún.
Aunque nominalmente Birmania estaba en manos británicas de nuevo, miles de soldados japoneses seguían escondidos en las junglas del país, especialmente entre los ríos Irawadai y Sittang. Se inició entonces una campaña de limpieza, cuyo objetivo era evitar que estos soldados escaparan a Malasia.
También se empezó a preparar la operación Zipper, un desembarco anfibio en el oeste de Malasia. Los bombardeos atómicos sobre Hiroshima y Nagasaki detuvieron esta operación, que luego fue ejecutada de todas maneras, al considerársele la manera más rápida de ocupar Malasia de nuevo. Al desbaratarse la cadena de mando japonesa en todos los frentes, el Comandante Supremo de las Fuerzas Aliadas en el Sudeste de Asia, Lord Louis Mountbatten, viajó a Singapur el 12 de septiembre para forzar la rendición japonesa, que fue inmediata.

## Consecuencias

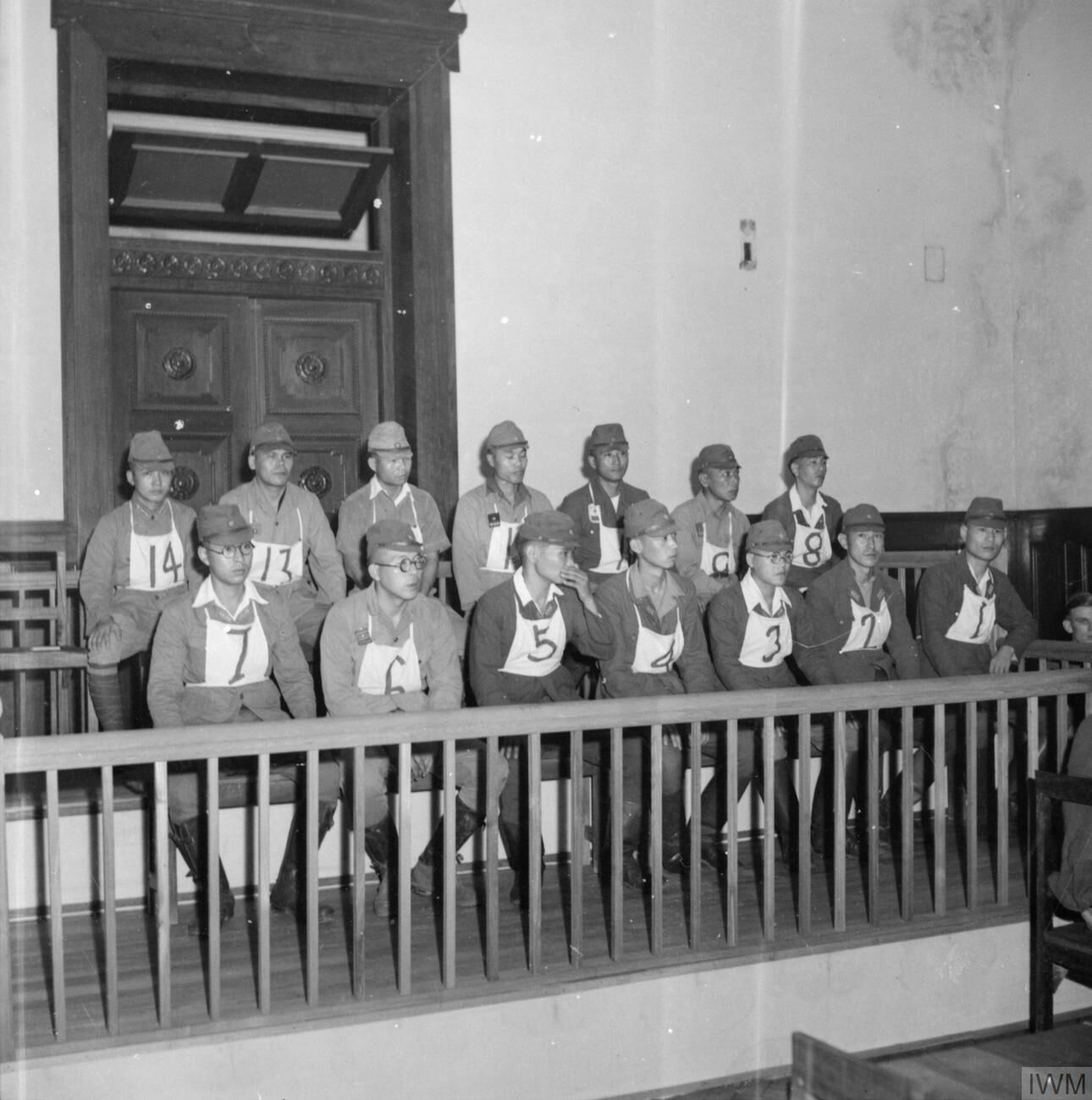
El 22 de enero de 1946, varios soldados japoneses fueron juzgados y condenados por la masacre de 637 civiles en la villa de Kalagon.

- El Imperio de Japón se retiraría del Sudeste de Asia en septiembre de 1945, luego de la Rendición de Japón. No obstante, una guarnición japonesa en el sur de Vietnam continuaría resistiendo hasta noviembre. El General Heitaro Kimura (Campaña de Birmania) y el Almirante Tomoyuki Yamashita (Batalla de Malasia) serían juzgados y condenados a muerte por el Tribunal Penal Militar Internacional para el Lejano Oriente y una Comisión Militar Estadounidense respectivamente. El Almirante Chuichi Nagumo (Incursión del Océano Índico) se suicidó en Saipán en marzo de 1944, al no poder evitar que los estadounidenses capturaran la isla.

- El Reino Unido no ganó nada después de la guerra, y aunque recuperó sus colonias en el Sudeste de Asia, ahora el control era más frágil. El hecho de que perdiera todas sus colonias en las siguientes dos décadas demuestra el estado de debilidad en que la Segunda Guerra Mundial dejó al Imperio Británico.

- Después de la guerra, Malasia fue convertida por los británicos en la Unión de Malasia, cuyo objetivo era simplificar la administración de los distintos estados malayos. En 1948, la Unión de Malasia fue disuelta por la oposición malaya, que consideraba que los extranjeros, chinos étnicos, estaban siendo beneficiados por el sistema vigente. En su lugar surgió la Federación de Malasia, que en 1957 alcanzó su independencia del Reino Unido. En 1963 se creó el actual estado de Malasia, que incluía a Singapur, que se volvió independiente dos años después.

- Singapur continuó bajo dominio británico hasta 1959, cuando se convirtió en un estado independiente. Luego de unirse a Malasia en 1963, fue expulsada al competir políticamente con el gobierno de Kuala Lumpur, en agosto de 1965.

- Antes de finalizar la guerra, el primer ministro de Tailandia, Plaek Phibunsongkhram tuvo que renunciar por haber sido el forjador de la alianza con Japón. Lo sucedió un gobierno civil y el nombre del país fue revertido a Siam. Tailandia también tuvo que entregar los territorios ganados a la Indochina francesa en la guerra franco-tailandesa. En 1947, el gobierno civil tailandés fue derrocado y Plaek Phibunsongkhram regresó del exilio, gobernando hasta 1957, cuando fue derrocado por un camarada suyo. Phibunsongkhram partió de nuevo al exilio, esta vez para siempre.

- Birmania, volvió a ser una colonia británica (Birmania británica) dentro de la India británica después de la guerra. Debido al cambio de bando del Ejército Independiente Birmano, Aung San logró incorporar a sus soldados en el Ejército Nacional. Además, Aung San logró evitar ser juzgado por unos asesinatos ordenados por él durante la guerra y también consiguió formar una coalición política llamada Liga Popular Antifascista de Libertad, que se convirtió en la voz independentista predominante en Birmania. El 27 de enero de 1947, Aung San negoció exitosamente con el Premier británico Clement Attlee la independencia de su país, que se declararía el 4 de enero de 1948. Aung San no llegó a ver aquel día, ya que él y su gabinete fueron asesinados por una facción opositora. La Birmania independiente se vería acosada por movimientos armados socialistas, que eventualmente dominarían el país.

- El Gobierno Provisional de la India Libre no sobrevivió a la pérdida de Birmania. Las Islas Andamán y Nicobar fueron retomadas por los británicos y los oficiales del Ejército Nacional Indio fueron arrestados y, aunque muchos fueron juzgados y declarados culpables de traición, pocos sirvieron sus sentencias. El primer ministro del Gobierno Provisional, Subhas Chandra Bose, escapó a Singapur, pero luego desapareció mientras volaba sobre Taiwán, presumiblemente con destino a la Unión Soviética.

- La entrada de la India en la Segunda Guerra Mundial dividió a la población india, ya que dicha resolución no fue consultada con los representantes elegidos por los indios. Luego de la guerra, y de la derrota del Ejército Nacional Indio, el Partido del Congreso que no había respaldado a este ejército en el uso de la violencia, consideró a los que murieron en la guerra formando parte del ENI como mártires y a los sobrevivientes como héroes. Durante la guerra, Mahatma Gandhi y su movimiento no-violento Bharat Chhodo Andolan (Abandonen India) alcanzó el apoyo popular, y el 8 de agosto de 1942, se hizo un llamado a la desobediencia civil. Los británicos respondieron con arrestos masivos, pero la posguerra debilitó en todos los aspectos a los británicos, que calcularon correctamente que no podrían continuar controlando a la India sin invertir grandes recursos. A principios de 1946 todos los detenidos políticos habían sido liberados y los británicos adoptaron una política de negociación con el Partido Nacional del Congreso para la independencia de la India, la cual se logró el 15 de agosto de 1947.

- Sri Lanka logró su independencia el 4 de febrero de 1948, tras la retirada de los británicos de la India.

- Las Maldivas alcanzaron su independencia del Reino Unido el 26 de julio de 1965, y el 1 de noviembre de 1968, el Sultanato fue reemplazado por una República.

- Francia probablemente fue la potencia colonial europea que perdió más que otras en la guerra. Para el final de la guerra, su control de la Indochina francesa era débil, y diversos movimientos nacionalistas aprovecharon esta debilidad.

- La República Democrática de Vietnam fue proclamada por Hồ Chí Minh el 2 de septiembre de 1945, luego de que el Emperador Bao Dai abdicará en su favor. No reconocido internacionalmente, el Vietminh luchó contra las naciones occidentales la primera guerra de Indochina, donde obtuvo el control del norte de Vietnam. En 1950, Hồ Chí Minh declaró de nuevo la República Democrática de Vietnam, que fue reconocida por la República Popular de China y la Unión Soviética. En la guerra de Vietnam, Vietnam del Norte se unificaría con Vietnam del Sur, derrotando a los Estados Unidos.

- Después de declarar sin éxito su independencia en 1945, Laos fue sometida de nuevo por Francia. Un movimiento llamado Pathet Lao atacó a los franceses hasta que la derrota francesa en Vietnam imposibilitó el control francés de la región. En la Conferencia de Ginebra de 1954, Francia reconoció la independencia de Laos.

- Después de gozar de un breve período de independencia en 1945, Camboya fue gobernada de nuevo por Francia. El Rey Norodom Sihanouk inició una serie de negociaciones con los franceses, que en 1954 reconocerían la independencia de Camboya junto con la de Laos en la Conferencia de Ginebra de 1954.

- En 1943, los británicos devolvieron Madagascar a los franceses, estos de la Francia libre. En 1947, una revuelta nacionalista sería aplastada brutalmente por los franceses produciéndose 8 mil muertos. El 26 de junio de 1960, Madagascar alcanzó finalmente su independencia.

- La República de China no lograría extender su esfera de influencia sobre el sudeste de Asia. En efecto, la guerra civil china acabaría con el dominio de Chiang Kai Shek, que junto con cientos de miles de seguidores, escaparía a Taiwán. En su lugar surgiría la República Popular de China, que inicialmente apoyaría a las guerrillas comunistas de la Indochina.

- Los Estados Unidos no lograrían extender su influencia sobre el sudeste de Asia, y su alianza con la República de China, resultaría más beneficiosa para esta última.

- Datos: Q524272